# Fernando de Loazes
Fernando de Loazes o Fernando de Loaces, conocido popularmente como Patriarca Loazes (Orihuela, 1497-Valencia, 29 de febrero de 1568) fue un eclesiástico y político español.

## Biografía
Nació en el año de 1497, en Orihuela; cerca de la Parroquia de las Santas Justa y Rufina. Fue el quinto hijo del doctor Rodrigo Loazes y Togores y de su esposa Isabel Pérez de Albillo. Tuvo como  hermanos a: Beatriz, Isabel, Juan y Pedro. 
Parece ser que su bisabuelo por parte de padre llegó a Orihuela por 1440, habiendo sido con anterioridad caballero por el rey Sancho el Bravo por sus heroicidades en la batalla.
Realizó estudios de Gramática y Humanidades en su pueblo natal. Posteriormente en la Universidad de Bolonia estudió leyes y cánones. Alcanza el grado de doctor in utriusque en derecho civil y derecho canónico, en la Universidad de Pavía en 1519.

### Trayectoria
En 1520 fue nombrado fiscal de la Inquisición en Valencia. En 1522, fue nombrado abogado y asesor del concejo oriolano. En esta época se tienen datos de que contrae matrimonio y hay constancia de tres hijos.
En 1525 asciende a fiscal del Tribunal de la Inquisición del Reino de Valencia y hacia 1530 fue nombrado juez inquisidor del Principado de Cataluña y Rosellón-Cerdeña; ocupando este cargo fue propuesto para su primera sede episcopal.
Durante su etapa como juez inquisidor en Barcelona y siendo virrey de Cataluña Francisco de Borja, fue asesor de este en el Gobierno del principado. Será el jesuita, por la amistad trabada con Loazes, quien propició su ordenación sacerdotal y el nombramiento episcopal.

### Episcopado
Obispo de Elne

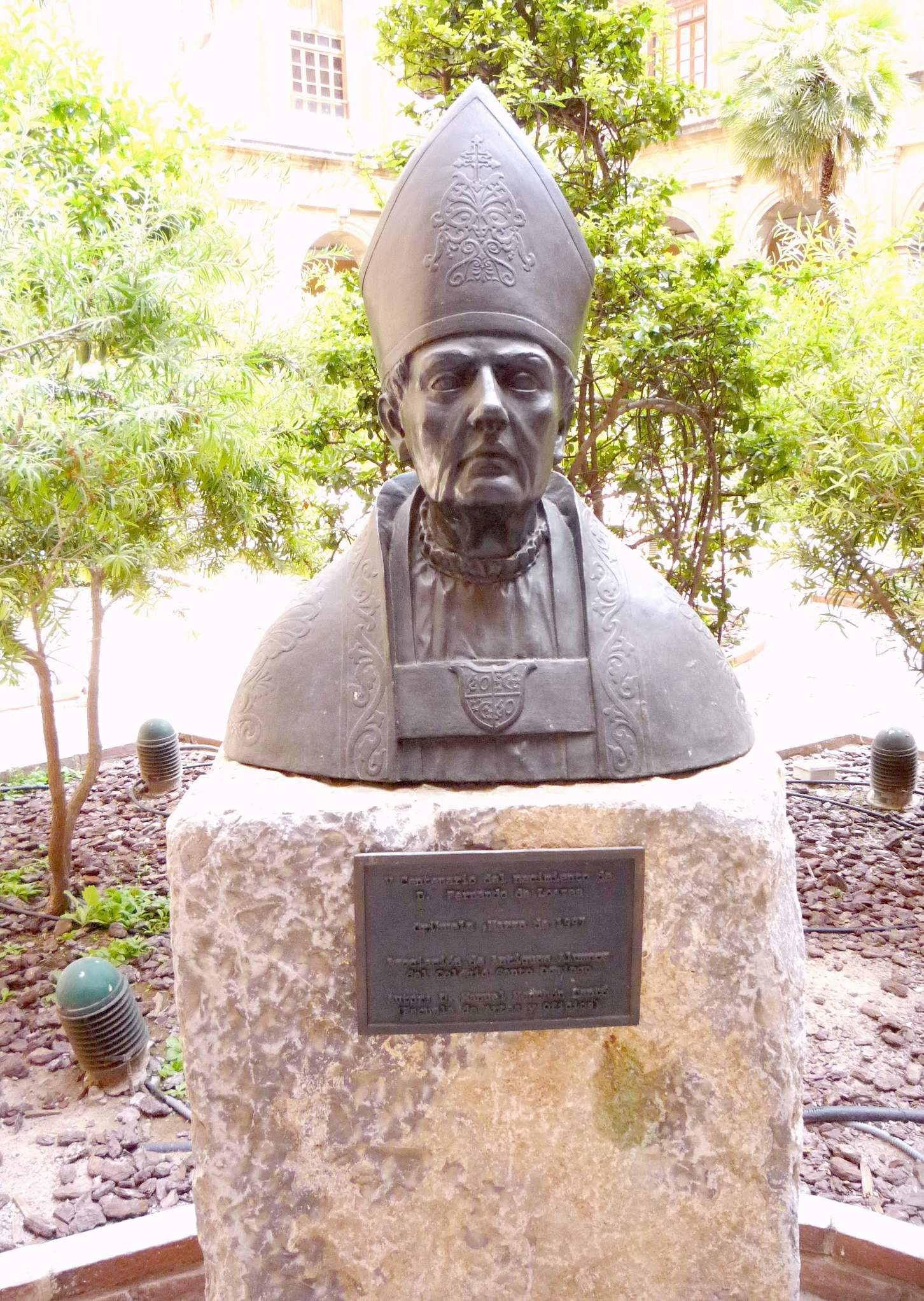
Busto de Loazes, ubicado en el colegio fundado por él.

Fue propuesto por el emperador Carlos V a mediados de 1540 para la sede episcopal de Elne, siendo confirmado el nombramiento por el Papa Paulo III el 5 de mayo de 1542. Fue consagrado el 24 de agosto del mismo año, en la Capilla del Palacio Real de Barcelona, a manos del obispo de Tortosa, Jerónimo Requeséns.
Obispo de Lérida
El 6 de agosto de 1543, fue trasladado a la diócesis de Lérida, donde celebró dos sínodos en 1545 y 1550. 
En esta etapa realiza las escrituras de donación de sus bienes, para la creación del Colegio Santo Domingo de Orihuela.
Acudió a Trento durante la segunda convocatoria del Concilio (1551-1552), enviado por el Emperador Carlos V. 
Obispo de Tortosa
En 1553 fue propuesto por el emperador Carlos V para la sede de Tortosa, haciéndose efectivo el nombramiento el 28 de abril. 
Aquí conoce al arquitecto Juan Anglés, quien asumiría el inicio de la construcción del futuro Colegio universitario. 
Fue elegido Presidente de la Generalidad de Cataluña el 26 de noviembre de 1559, en sustitución de Pere Àngel Ferrer. 
Arzobispo de Tarragona
El 26 de abril de 1560, fue promovido a la sede metropolitana de Tarragona.  
Durante esta época se acordó la separación de Orihuela de la diócesis de Cartagena. El papa Pío V, a instancias del rey Felipe II, expidió las bulas que convierten a la iglesia Colegiata en iglesia catedral, la Santa Iglesia Catedral del Salvador y Santa María de Orihuela, creándose también la diócesis de Orihuela. 
Patriarca-Arzobispo
El mismo papa Pío V le confiere el título honorífico de Patriarca de Antioquía el 15 de febrero de 1566. 
El 28 de abril de 1567 fue designado a la sede metropolitana de Valencia. Tomó posesión el 26 de julio del mismo año.

### Fallecimiento
Falleció el 29 de febrero de 1568 en Valencia, siendo arzobispo y patriarca. Su cuerpo fue sepultado en la capilla mayor del Colegio de Santo Domingo, fundado por él mismo en la ciudad de Orihuela, en un túmulo delante del altar. Su sepulcro, tallado el 1725, fue destruido el 17 de julio de 1936 durante la Guerra civil española.
El 28 de febrero de 2018 se cumplió el 450 aniversario de su fallecimiento.

## Obras
Fue autor de las siguientes obras:
- De conversione et baptismo paganorum vel de nova paganorum regni Valentiae conversione (editado en Valencia, 1525).
- De matrimonio regis Angliae Henrici VIII et Catherinae de Austria (editado en Brujas, 1528).
- Constituciones trarraconenses (editado en Barcelona, 1564).
- De primatu regum Hispaniae (editado en 1602).
- Consilum sive juris allegantonis super controversia opidi de Mula, orta inter Marchionen de los Velez et illius subditus super ejus oppidi jurisdictione (editado en Milán, 1552).
- Super rubricam et integrum titulum institurionum de justicia et jure Additionis ad opera de Lancelloto.
- De furtis.
- De poenis.